# Tessie
Tessie è un EP del gruppo celtic punk/folk punk statunitense Dropkick Murphys. Pubblicato nel 2004, contiene due cover dell'inno ufficiale dei Boston Red Sox, Tessie. Tra le canzoni incluse, solo The Burden (live on WBCN) e Tessie (Old Timey Baseball Version) appaiono solo in questa pubblicazione. Fields of Athenry è presente nel precedente Blackout, Nutty, conosciuta anche come Nutrocker, nel successivo Singles Collection, Volume 2 e Tessie è una traccia bonus dell'album seguente, The Warrior's Code, che include anche una versione in studio di The Burden. Nell'EP è stato anche incluso il video musicale di Tessie.

## Tracce
1. Tessie – 4:13
2. The Fields of Athenry – 4:26
3. Nutty – 1:21
4. The Burden (live on WBCN) – 2:49
5. Tessie (Old Timey Baseball version) – 4:13